# Történelmi újrajátszás
A történelmi hagyományőrzés vagy kevésbé közismert elnevezéssel történelmi újrajátszás egy olyan oktatási-szórakoztató tevékenység, amely adott történelmi korszak vagy esemény élő szereplőkkel történő bemutatására irányul.   A legtöbben hobbiként űzik, ugyanakkor a módszert néha hivatásos múzeumpedagógusok és történészek is alkalmazzák.

## Csatarekonstrukció

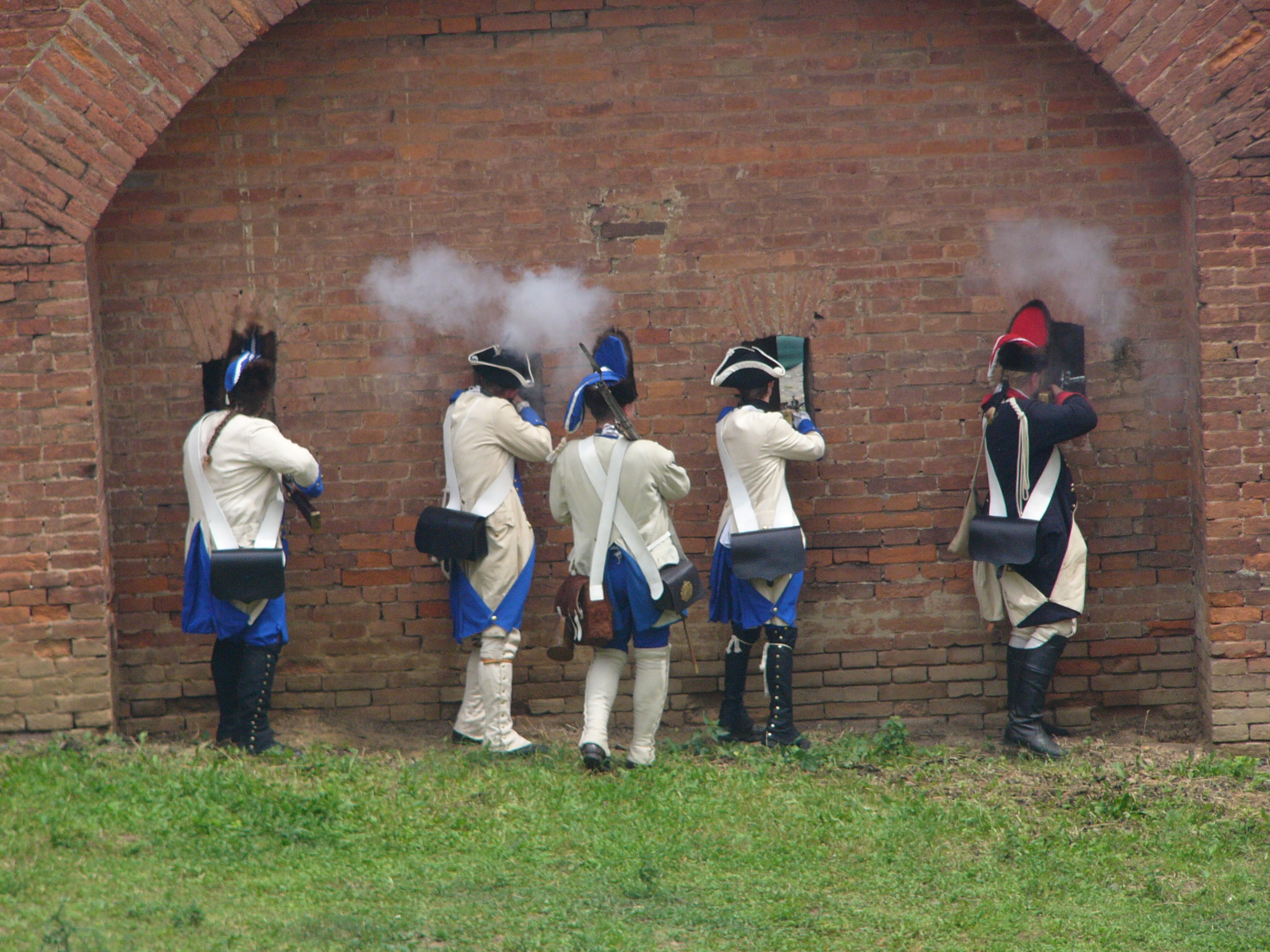
Osztrák katonák Olmütz 1758-as ostromának újrajátszásakor

Csatarekonstrukció során a résztvevők egy adott ütközet eseményeit, fiktív csata esetén pedig az adott korszakra jellemző harcmodort mutatják be. Jellemző rájuk, hogy az alakulatokat jelentősen csökkentett létszámmal modellezik, és a bemutató tere is szűkebb, a nézők elhelyezését megkönnyítendő. A bemutató sokszor az eredeti csata helyszínén zajlik. Az események egy előre megbeszélt forgatókönyvet követnek, amelyet a nézőtéren narrációval is kísérhetnek.

## Életmód-rekonstrukció

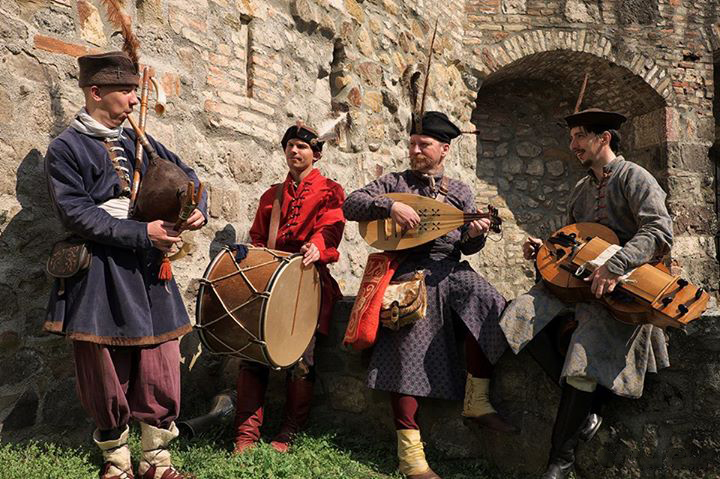
17. századi magyar zenekart bemutató újrajátszók

Az életmód-rekonstrukciók résztvevői az ábrázolt korszak egy emberének szerepébe bújva mutatják be a korszak egy szeletét.  Általában hétköznapi tevékenységeket (főzés, ruhajavítás, kézimunka), kézművességet, szabadidős tevékenységeket (zene, tánc) mutatnak be, illetve a csatarekonstrukciókkal összekapcsolva gyakori téma katonai táborok élete is.

## Újrajátszás Magyarországon
A történelmi újrajátszás Magyarországon még nem tekint vissza hosszú múltra. Az első hazai katonai hagyományőrző egyesületek az 1980-as években alakultak, amelyek tagjai később újrajátszással is foglalkoztak. Hazánkban ma leginkább még csak a magyar történelem csatáit játsszák újra, ugyanakkor ehhez kapcsolódóan egyre gyakrabban jelennek meg életmód-rekonstrukciós bemutatók is. Későbbi korszakokban a legjellemzőbbek az élő diorámák, statikus kiállítások.

### Magyarországon bemutatott korszakok
- Római kor
- Népvándorlás kora
- Honfoglalás
- Árpád-kor
- Anjou-kor
- Hunyadiak kora
- Kora újkor, török hódoltság kora
- 1848–49-es szabadságharc
- A Monarchia kora
- 1. világháború
- 2. világháború
- Rákosi-korszak
- Kádár-korszak

### Történelmi újrajátszással és hagyományőrzéssel foglalkozó szervezetek Magyarországon
| Szervezet neve                                               | Ábrázolt korszak   | Tevékenységi kör                                       |
| ------------------------------------------------------------ | ------------------ | ------------------------------------------------------ |
| Legio Brigetio                                               | római kor          | hadi újrajátszás                                       |
| Collegium Gladiatorium                                       | római kor          | gladiátorjátékok, gladiátorkiképzés                    |
| Familia Gladiatoria Pannonica                                | római kor          | gladiátorjátékok                                       |
| Borostyánkő Nemzetség Hagyományőrző Egyesület                | államalapítás kora | életmód- és csatarekonstrukció                         |
| Diósgyőri Aranysarkantyús Lovagrend                          | Anjou-kor          | életmód- és vívásrekonstrukció                         |
| SAGA                                                         | Hunyadiak kora     | életmód- és vívásrekonstrukció                         |
| Bethlen Gábor Hajdúi                                         | kora újkor         | életmód-rekonstrukció                                  |
| Nádasdy Ferenc Bandérium                                     | kora újkor         | életmód-rekonstrukció és katonai hagyományőrzés        |
| Centenáriumi Hagyományőrző Honvéd Gyalog Dandár              | I–II. világháború  | katonai hagyományőrzés, életmód- és csatarekonstrukció |
| Magyar Ejtőernyős-Felderítő Katonai Hagyományőrző Baráti Kör | 1938–1998          | katonai hagyományőrzés                                 |
| Szent László Hadosztály Honvéd Hagyományőrző Egyesület       | II. világháború    | katonai hagyományőrzés                                 |
| 101st Airborne Division Reenactors Group                     | II. világháború    | katonai hagyományőrzés, életmód- és csatarekonstrukció |
| Varsói Szerzdődés Katonai Hagyományőrző és Baráti Kör        | 1955–1991          | katonai hagyományőrzés                                 |
| Шурави – szovjet–afgán háborús hagyományőrző csoport         | 1979–1989          | életmód- és csatarekonstrukció                         |